# Torsten Koplin

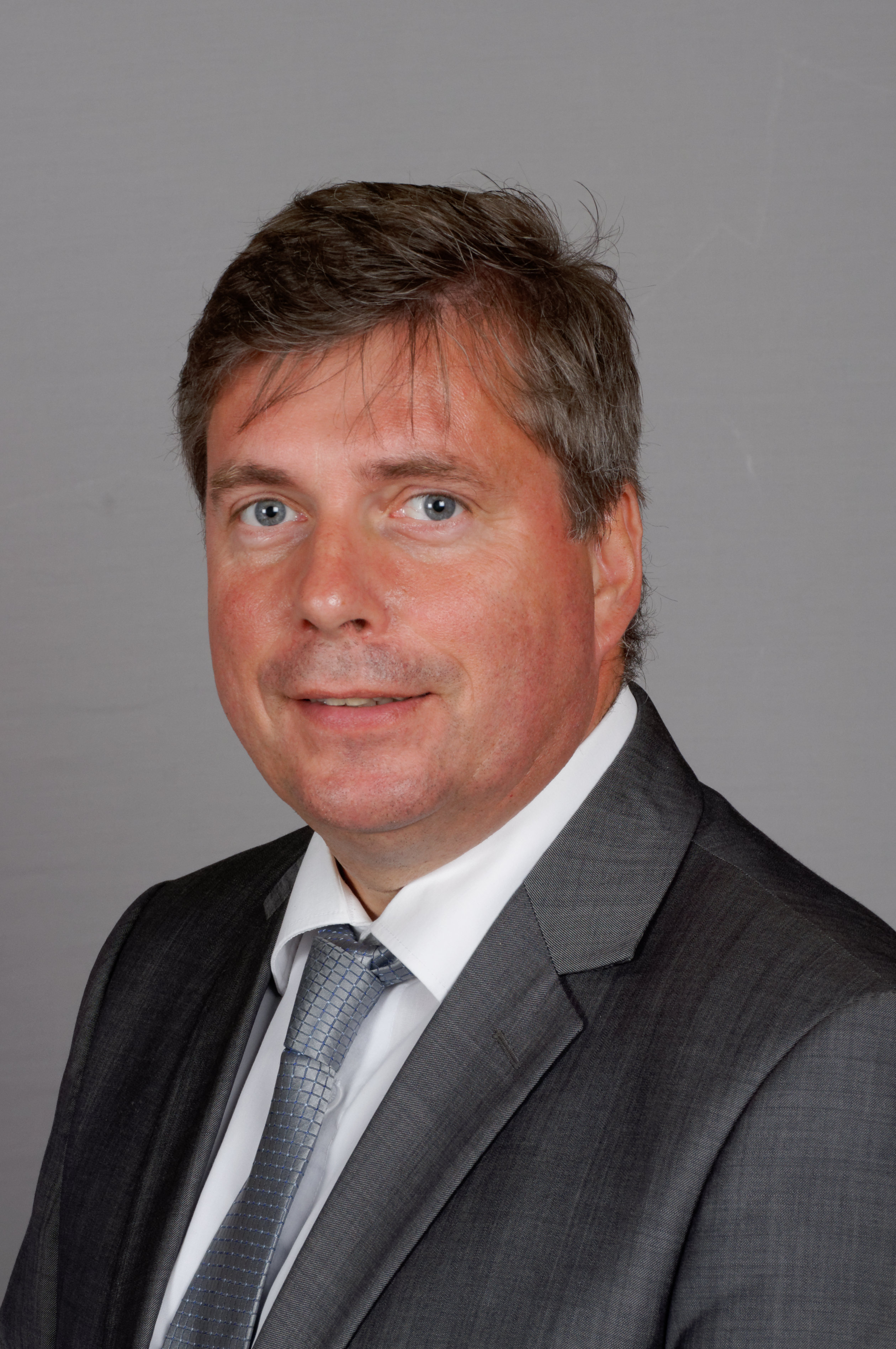
Torsten Koplin

Torsten Koplin (* 26. Juli 1962 in Neubrandenburg) ist ein deutscher Politiker (PDS, Die Linke). Er ist seit 1998 Mitglied des Landtages von Mecklenburg-Vorpommern und war dort von November 2011 bis 2016 Vorsitzender des Finanzausschusses. Von 2017 bis 2022 war er zusammen mit Wenke Brüdgam Vorsitzender des Landesvorstands der Partei Die Linke.

## Ausbildung und Beruf
1979 erwarb Koplin seinen Schulabschluss auf einer Polytechnischen Oberschule (POS). Danach absolvierte er eine Ausbildung zum Schlosser im VEB Kraftverkehr Neubrandenburg. Anschließend verpflichtete er sich für drei Jahre Dienst beim Wachregiment Feliks Dzierzynski. Nach Aktenlage diente Koplin vom 1. Oktober 1981 bis 27. September 1984. Das Wachregiment war eine Struktureinheit des Ministeriums für Staatssicherheit, die Einstellung erfolgte auf freiwilliger Basis. „Laut Dienstlaufbahnordnung des MfS waren Soldaten und Unteroffiziere, die ‚Dienst auf Zeit‘ leisteten, Angehörige des MfS und standen zu diesem in einem hauptamtlichen Dienstverhältnis. Gemäß § 6 Abs. 4 Nr. 1 Stasi-Unterlagen-Gesetz gelten sie dementsprechend während der Ableistung dieses ‚Dienstes auf Zeit‘ als hauptamtliche Mitarbeiter des Staatssicherheitsdienstes.“
Von 1984 bis 1988 war er Sekretär für Kultur und Sport in der FDJ-Kreisleitung Neubrandenburg. Infolge der Wende schloss er Ende Juni 1990 nach drei von insgesamt sechs Semestern sein Studium an der damaligen SED-Parteihochschule mit einem „Zeugnis über den Hochschulabschluss“ ab, das nicht als akademischer Titel anerkannt ist. Dennoch stellte er diese bis November 2008 irreführend als Universitätsabschlüsse („Staatswissenschaftler“ bzw. „Politikwissenschaftler“) dar. Nachdem er von 1990 bis 1992 Geschäftsführer eines Dienstleistungsunternehmens gewesen war, ging er in die Selbstständigkeit. Von 1996 bis 1998 war er Gruppenleiter eines Großhandelsunternehmens. 2010 erwarb er den akademischen Grad eines Diplom-Kaufmannes (FH) und 2014 den eines Masters im Gesundheitsmanagement.

## Politik
Koplin war ab 1981 Mitglied der SED, und später der PDS und der Linken. Von 1994 bis 1998 saß Koplin für die PDS als Abgeordneter in der Neubrandenburger Stadtvertretung.
Seit 1998 ist Koplin für die PDS bzw. die Linke Mitglied des Landtages Mecklenburg-Vorpommern. Er wurde immer über die Landesliste gewählt. Ein Direktmandat in seinem Landtagswahlkreis Mecklenburg-Strelitz I konnte er nicht erringen. Er war von 1998 bis 2002 stellvertretender Vorsitzender und von 2002 bis 2006 Vorsitzender des Ausschusses für Gesundheit, Soziales, Familie, Frauen, Senioren, Jugend und Sport. Im März 2006 unterzeichnete Koplin den Gründungsaufruf der vom Bundesamt für Verfassungsschutz (BfV) beobachteten, als linksextremistisch eingestuften Antikapitalistischen Linken (AKL). Er ist Sprecher der Fraktion „Die Linke“ für Kulturpolitik. Von November 2006 bis September 2011 war er stellvertretender Vorsitzender des Ausschusses für Bildung, Wissenschaft und Kultur.
Am Rande eines „Die Linke“-Landesparteitags im Oktober 2008 sorgte er durch die Aussage, dass es in der DDR zwar Unrecht gegeben habe, diese aber kein Unrechtsstaat gewesen sei, für Kritik auch in der eigenen Partei. 2011 unterschrieb er gemeinsam mit Barbara Borchardt und anderen führenden Linken seines Landesverbandes ein Papier, in dem der Bau der Berliner Mauer gelobt und als „für die Führungen der Sowjetunion und der DDR ohne vernünftige Alternative“ beschrieben wird. Das demokratische West-Berlin sei zur „Destabilisierung der DDR“ genutzt worden. Der Eiserne Vorhang stehe für „eine Periode friedlicher Koexistenz in Europa“.
Bei der Bundestagswahl 2009 scheiterte seine Kandidatur im Bundestagswahlkreis Neubrandenburg – Mecklenburg-Strelitz – Uecker-Randow äußerst knapp. Koplin erreichte 32,8 % der Stimmen und unterlag damit Christoph Poland (CDU), der 33 % bekommen hatte.
Als einziges Mitglied der Antikapitalistischen Linken wurde Torsten Koplin für die Landtagswahl in Mecklenburg-Vorpommern 2011 auf einen aussichtsreichen Listenplatz (Platz sechs) gewählt und zog über diesen erneut ins Landesparlament ein.
Bei der Bundestagswahl 2013 trat er im Bundestagswahlkreis Mecklenburgische Seenplatte I – Vorpommern-Greifswald II an und unterlag mit 23,9 % Matthias Lietz von der CDU, der 45,9 % erreichte.
Im März 2014 war er wie drei andere Funktionäre der Linken Beobachter für das Referendum über den Status der Krim, das Hintergrund der rechtswidrigen russischen Besetzung und Annexion der Krim war. Er hatte dies nicht mit seiner Partei abgestimmt. In gleicher Funktion reisten auf Vermittlung der Allianz der Europäischen nationalen Bewegungen Funktionäre bzw. Abgeordnete von Lega Nord, Front National und anderen rechtsgerichteten Parteien auf die Krim. Die OSZE hatte die Beobachtung des später von der UN-Vollversammlung für ungültig erklärten Referendums abgelehnt. Koplins Beobachterreise wurde auch von Parteifreunden heftig kritisiert.
Im März 2015 unterlag Koplin als Kandidat bei der Wahl zum Oberbürgermeister von Neubrandenburg in der Stichwahl dem parteilosen Bewerber Silvio Witt. Im ersten Wahlgang wurde Koplin Zweitplatzierter mit 26,8 Prozent, während Witt 43 Prozent der Stimmen erreichte. Bei der Stichwahl am 15. März erreichte Witt laut vorläufigem Endergebnis 69,7 Prozent der Stimmen; Torsten Koplin kam auf 30,3 Prozent bei einer Wahlbeteiligung von 42,1 Prozent.
2025 kandidierte er erfolglos bei der Landratswahl im Landkreis Mecklenburgische Seenplatte. Beim Wahlgang am 11. Mai 2025 erreichte er einen Stimmenanteil von 14,2 % und belegte damit den vierten Platz.

## Inoffizieller Mitarbeiter der Staatssicherheit
Am 21. Januar 1987 verpflichtete sich Koplin handschriftlich, „auf freiwilliger Basis mit dem MfS zusammenzuarbeiten u[nd] die mir übertragenen Aufgaben entsprechend meinen Aufgaben zu lösen.“ Zu seiner „eigenen Sicherheit“ wählte er sich den Decknamen „Martin“. Im Bericht über die Anwerbung heißt es: „Im gesamten Gesprächsverlauf wurde deutlich, dass der Kandidat, resultierend aus einer gefestigten politischen Grundhaltung, zur Zusammenarbeit bereit ist und diese als Unterstützung seiner eigenen Arbeit betrachtet“. Dem Abschlussbericht der zuständigen Landtagskommission zufolge verfolgte das MfS mit der Werbung Koplins das Ziel, mit seiner Hilfe den hauptamtlichen FDJ-Apparat zu durchdringen, Einschätzungen zur Führungs- und Leitungstätigkeit zu erlangen und Informationen zu Stimmungen und Meinungen von Jugendlichen zu gewinnen. Tatsächlich finden sich im Berichtsteil der IM-Akte Informationen über verschiedene Mitarbeiter der FDJ-Kreisleitung Neubrandenburg, darunter auch solche über außereheliche Liebesbeziehungen. Koplin erarbeitete auch Informationen zu mehreren Personen, die vom MfS in Operativen Personenkontrollen (OPK) überwacht wurden. Bis zum Herbst 1988 lieferte Koplin insgesamt sechs handschriftliche Berichte. Darüber hinaus enthalten die Unterlagen 18 Berichte der Führungsoffiziere mit mündlichen Informationen Koplins sowie 22 Treffberichte der Führungsoffiziere; zweimal erhielt Koplin 100 Mark als Geldgeschenk. 1987 bat das MfS den ersten Sekretär der SED-Kreisleitung auch „die Möglichkeit einer perspektivischen Einstellung [Koplins] in das MfS zu prüfen“. Weil Koplin im Herbst 1988 ein Studium an der SED-Parteihochschule aufnahm, beendete das MfS die Zusammenarbeit „wegen vorübergehender Nichteignung“; es bestand jedoch der Plan, ihn nach Abschluss des Studiums weiter als Informant zu nutzen. Im Abschlussbericht heißt es: „Die inoffizielle Zusammenarbeit verlief effektiv und der IM berichtete in guter Qualität. [...] Auch was Personen betraf, berichtete er offen und ehrlich.“ 1998 erklärte Koplin, dass er im Dezember 1989 auf einer Veranstaltung seines Jugendclubs seine Stasi-Mitarbeit offenbart habe.

## Familie
Koplin ist geschieden und hat zwei Kinder.